# Lucha Libre

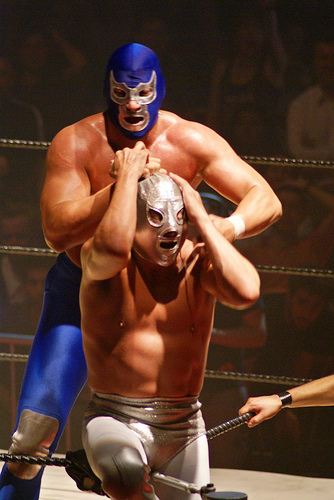
Blue Demon Jr. contra El Hijo Del Santo

Lucha Libre (span. für Freistilkampf) ist eine Form des professionellen Wrestling, die in Mexiko entwickelt wurde. Lucha Libre geht zurück auf die frühen 1930er, als Salvador Lutteroth US-amerikanische Wrestler, die er in seiner Zeit in Texas gesehen hatte, nach Mexiko brachte. Eine Person, die Lucha Libre betreibt, wird Luchador (männlich, Pluralform Luchadores) bzw. Luchadora (weiblich, Pluralform Luchadoras) genannt. Weil die meisten Wrestler in Mexiko kleiner als ihre Kollegen in Nordamerika sind, liegt die Betonung nicht so sehr auf Kraftaktionen wie in den USA oder Kanada. Mexikanisches Wrestling zeichnet sich aus sowohl durch schnelle Abfolgen von Haltegriffen und Manövern als auch durch spektakuläres High-Flying, wobei einige dieser Kampftechniken auch nördlich der Grenze übernommen wurden.

## Regeln

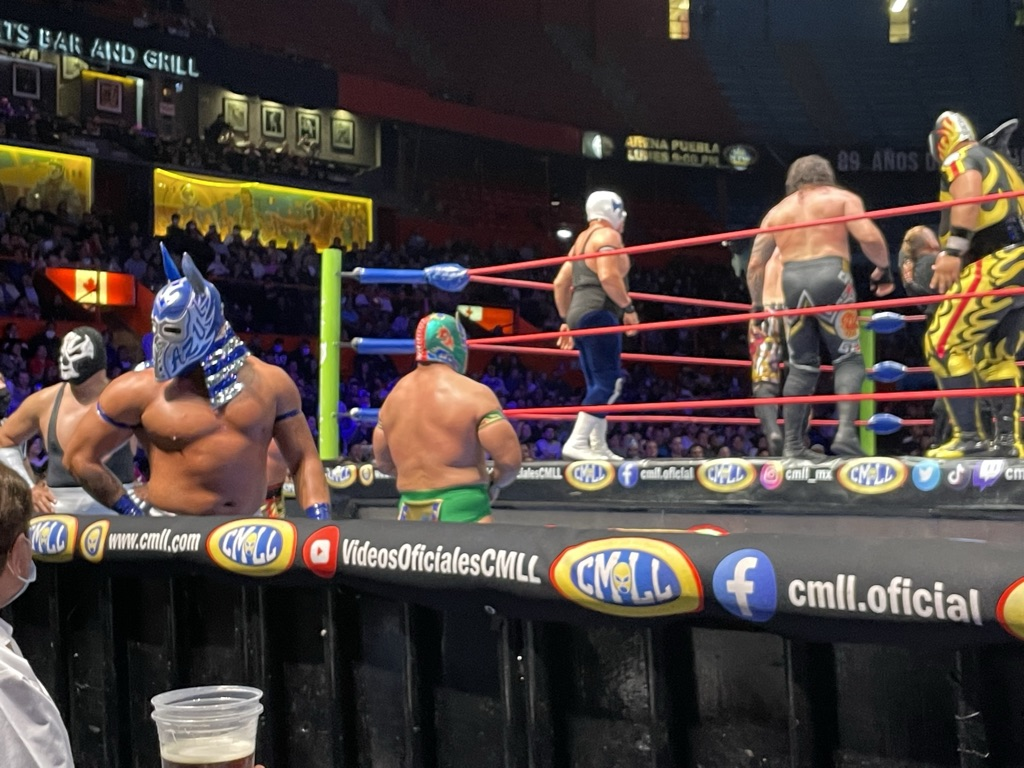
Lucha Libre Match in der Arena Mexico

Die Regeln sind ähnlich wie im amerikanischen Wrestling. Matches kann man gewinnen, wenn man seinen Konkurrenten auf der Matte hält, während der Ringrichter bis 3 zählt (Pin), ihn zur Aufgabe zwingt, der Gegner außerhalb des Ringes ausgezählt wird (Ringrichter zählt bis 10), oder durch Disqualifikation. Aufgabe wird meistens verbal oder durch Winken mit den Händen signalisiert. Der Tapout (Abklopfen), der in Japan populär ist, hat in Mexiko wenig Bedeutung. Die Seile für eine Hebelwirkung zu benutzen ist nicht erlaubt. Sobald ein Luchador die Seile berührt, muss sein Gegner sämtliche Griffe aufgeben und kann ihn nicht „pinnen“. Disqualifikationen gibt es, wenn der Gegner einen unerlaubten Haltegriff oder ein unerlaubtes Manöver anwendet, jemanden in der Leistengegend trifft, Einmischung von außen nutzt, den Referee angreift oder dem Gegner die Maske komplett herunterzieht.
Die meisten Matches gehen über 3 Gewinnrunden; wer als erster 2 Pins erreicht hat, ist der Sieger. Wird die Ruhepause zwischen 2 Runden nicht beachtet, kann der Ringrichter die Entscheidung der letzten Runde rückgängig machen, indem er rudisimo excesivo (übertriebene Gewalt) ruft.

### Tag-Team-Regeln

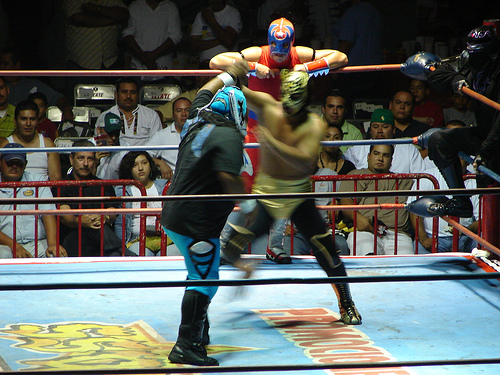
Ein Lucha-Libre-Tag-Team-Match

Die vorherrschende Matchart im Lucha Libre ist ein Sechs-Mann-Tag-Team-Match, das Relevos australianos (span.; „Australisches Tag-Team-Match“ (wörtlich: „Australische Staffel“)) genannt wird, obwohl diese außerhalb (sic) Mexikos üblicherweise als Tríos matches („Trio-Match“) bezeichnet werden. Die Matches haben normalerweise zwei Ringrichter, und jedes der Teams hat einen Kapitän. Um zu gewinnen, muss entweder der eine Kapitän den anderen pinnen oder es müssen zwei beliebige Mitglieder eines Teams gepinnt werden. Wenn der legale (= im Ring erlaubte) Mann den Ring verlässt, kann ihn ein anderes Teammitglied ersetzen, ohne dass dieses dafür eingewechselt werden muss; auch kann der Referee zwei beliebige Luchadores als legale Teilnehmer benennen. In traditionellen Tag-Team-Matches mit Zwei-Mann-Tag-Teams müssen beide Teammitglieder gepinnt werden.

## Masken

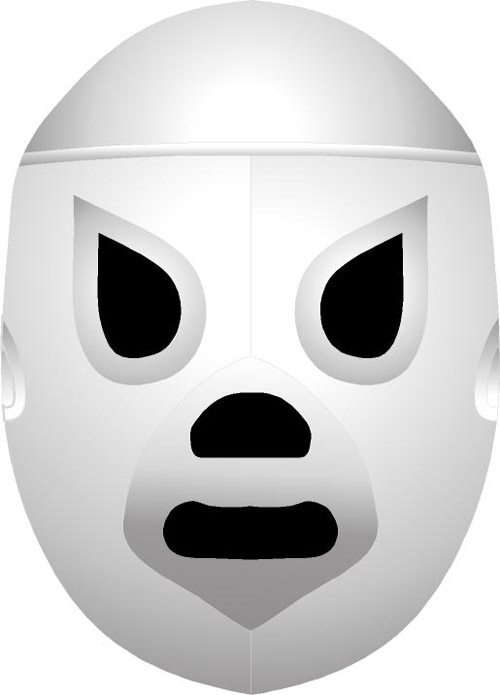
Maske des El Santo

Masken werden seit Mitte der 1930er benutzt und gehen auf Wrestler wie El Enmascarado („der Maskierte“), den irischen Ciclón McKey und La Maravilla Enmascarada („das maskierte Wunder“) zurück. Die ersten Masken waren sehr einfach in Grundfarben gehalten, um die Luchadores zu unterscheiden. Im modernen Lucha Libre werden Masken farbenfroh entworfen, um Bilder von Tieren, Göttern, antiken Helden oder anderen Fantasiefiguren hervorzurufen, in deren Identität der Luchador während des Kampfes schlüpft. Nahezu alle Luchadores in Mexiko beginnen ihre Karriere in Masken, aber fast alle werden irgendwann im Laufe ihrer Karriere einmal demaskiert. Manchmal wird ein Luchador, für den ein Rücktritt vorgesehen ist, in seinem letzten Kampf oder am Anfang seiner letzten Tour demaskiert, womit die dargestellte Figur ihre Identität verliert. Luchadores werden während ihrer Karriere auch in der Öffentlichkeit oft mit ihrer Maske gesehen. Im Prinzip ist die Maske mit dem Luchador gleichzusetzen. El Santo, ein sehr populärer Luchador, trug seine Maske sogar nach seinem Rücktritt, enthüllte seine wahre Identität erst im hohen Alter und wurde sogar mit seiner Maske begraben. Die Figur war allgegenwärtig.
Einige berühmte Matches basierten auf der Prämisse Luchas de Apuestas (Kämpfe mit Wetteinsatz). Das Match mit dem höchsten Kultstatus ist máscara contra máscara (Maske gegen Maske), wo zwei maskierte Luchadores um ihre Masken wetten und der Verlierer vom Gewinner demaskiert wird und sein wirklicher Name offiziell verraten wird. Je älter ein Luchador wird ohne demaskiert zu werden und je öfter er seine Maske erfolgreich verteidigt, desto höher ist sein Status. Ein anderer bekannter Kampftyp ist máscara contra cabellera (Maske gegen Haare), wo ein maskierter und ein unmaskierter Wrestler gegeneinander antreten (für gewöhnlich hat der unmaskierte seine Maske gegen den maskierten Wrestler in einem vorherigen Kampf verloren); wenn der maskierte Luchador gewinnt, muss der unmaskierte seine Haare abrasieren lassen, was ein weiteres Zeichen der Erniedrigung darstellt. Gewinnt der unmaskierte, behält er seine Haare und der Verlierer wird demaskiert. Für zwei unmaskierte Wrestler gibt es dann noch cabellera contra cabellera (Haare gegen Haare). Viele Wrestler verlieren solche Kämpfe am Ende ihrer Karriere, weil das für ihre finale Niederlage steht und der Promoter einem Wrestler oft einen großen Geldbetrag für den Verlust seiner Maske/seiner Haare gibt.

## Gewichtsklassen

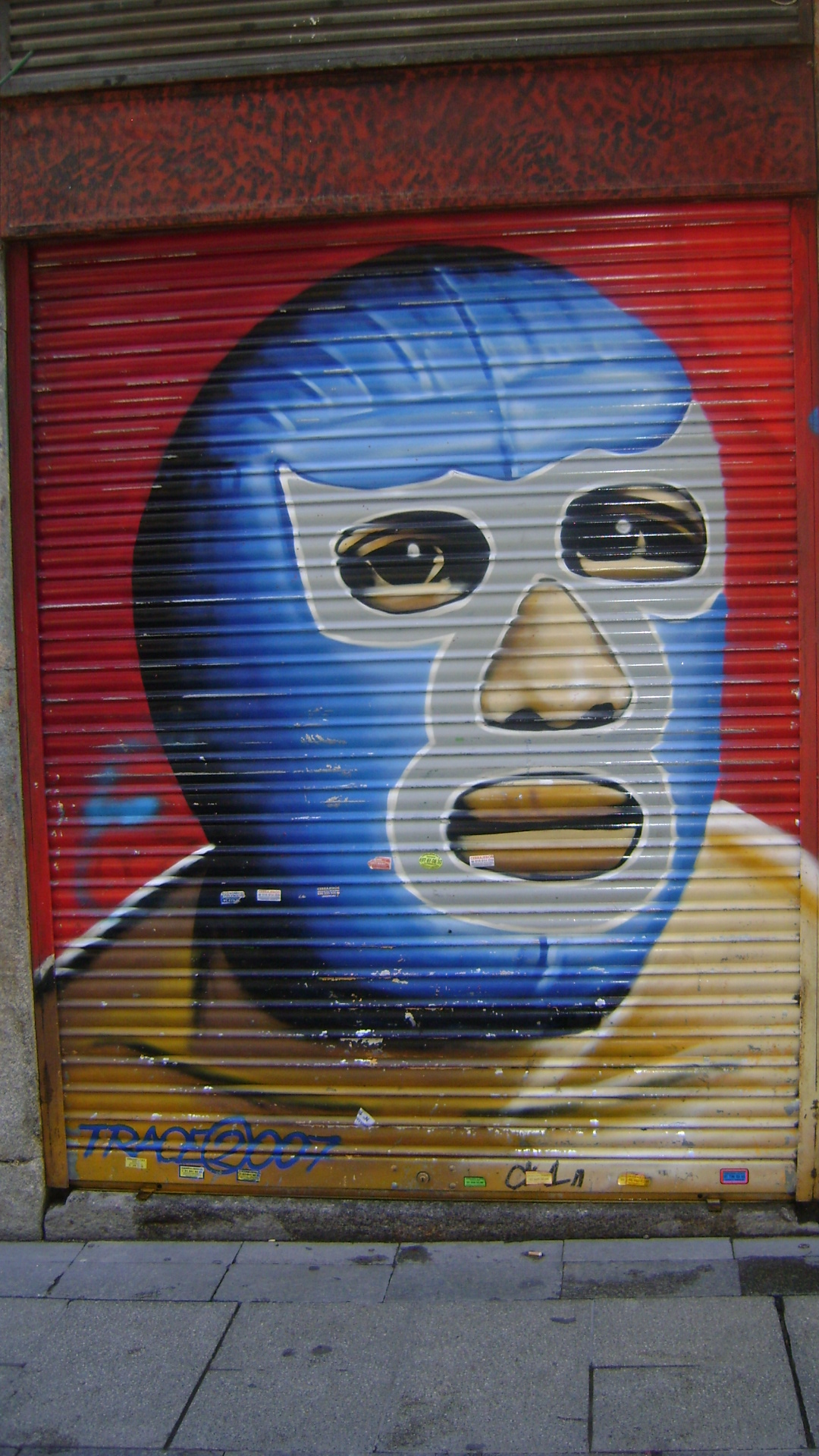
Graffito einer Wrestlingmaske in Madrid, Spanien

Lucha Libre ist in Lateinamerika verwurzelt und besitzt ein eigenes, ausführlicheres System der Gewichtsklassen, als beispielsweise das moderne nordamerikanische Pro-Wrestling. Ähnlich dem alten europäischen (insbesondere das britische), dem japanischen oder dem ursprünglichen nordamerikanischen Wrestling, besitzt Lucha Libre ein ähnlich detailliertes Gewichtsklassensystem wie professionelles Boxen. In jeder Gewichtsklasse gibt es ein Oberlimit, wenngleich es auch immer wieder Titelträger gab, die zwischenzeitlich zu schwer für ihre jeweilige Klasse geworden waren. Im Folgenden sind die Gewichtsklassen aufgelistet, wie sie von der Comisión de Box y Lucha Libre Mexico D.F. (Mexiko Citys Kommission für Boxen und Wrestling) festgelegt worden sind.
| Name (Englisch)                               | Name (Spanisch)                   | Name (Deutsch)      | Gewichtslimit |
| --------------------------------------------- | --------------------------------- | ------------------- | ------------- |
| Flyweight                                     | Mosca                             | Fliegengewicht      | 52 kg         |
| Bantamweight                                  | Gallo                             | Bantamgewicht       | 57 kg         |
| Featherweight                                 | Pluma                             | Federgewicht        | 63 kg         |
| Lightweight                                   | Ligero                            | Leichtgewicht       | 70 kg         |
| Super Lightweight                             | Super Ligero                      | Superleichtgewicht  | 73 kg         |
| Welterweight                                  | Welter                            | Weltergewicht       | 77 kg         |
| Super Welterweight                            | Super welter                      | Superweltergewicht  | 82 kg         |
| Middleweight                                  | Medio                             | Mittelgewicht       | 87 kg         |
| Super Middleweight / Junior Light Heavyweight | Super medio / Semicompleto Junior | Supermittelgewicht  | 92 kg         |
| Light Heavyweight                             | Semi completo                     | Leichtschwergewicht | 97 kg         |
| Junior Heavyweight / Cruiserweight            | Completo junior / Crucero         | Juniorschwergewicht | 105 kg        |
| Heavyweight                                   | Completo                          | Schwergewicht       | ab 105 kg     |

## Promotions
In Mexiko:
- Asistencia Asesoría y Administración (AAA)
- Comision de Box y Lucha Libre de Mexico D. F. (Mexico City Boxing/Wrestling Commission) ist der Dachverband für alle nationalen mexikanischen Titel von jeder Promotion.
- Consejo Mundial de Lucha Libre (CMLL)
- ENESMA
- International Wrestling Revolution Group (IWRG)
- Lucha Libre Elite (LLE)
- Universal Wrestling Association (aufgelöst)
- World Wrestling Association (Promociones Mora)
- Xtreme Latin American Wrestling

In Japan:
- Michinoku Pro Wrestling
- Osaka Pro Wrestling
- Pro Wrestling KAGEKI
- Toryumon / Dragon Gate
- Universal Lucha Libre (aufgelöst)

In den Vereinigten Staaten (USA):
- Chikara Pro
- Incredibly Strange Wrestling
- Lucha Libre USA
- Lucha VaVOOM
- Lucha Underground[1]

In Großbritannien:
- Lucha Britannia

In Puerto Rico:
- World Wrestling Council (WWC)
- International Wrestling Association (IWA) (aufgelöst)
- World Wrestling League (WWL)